# Indesinenter (revista)
Indesinenter. Anuari Espriu és una revista de publicació anual editada per l'editorial Punctum i el Centre de Documentació i Estudi Salvador Espriu de l'ajuntament d'Arenys de Mar. És dirigida per Gabriella Gavagnin i Víctor Martínez-Gil.
L'anuari, que rep el nom del conegut poema «Indesinenter» de Les cançons d'Ariadna (1949), està dedicat exclusivament a l'estudi de l'obra de Salvador Espriu. El primer volum va ser publicat l'any 2006, i des de llavors se n'han publicat nou més (el darrer, el número 10, fou publicat l'any 2015).